# عيد وفاء النيل

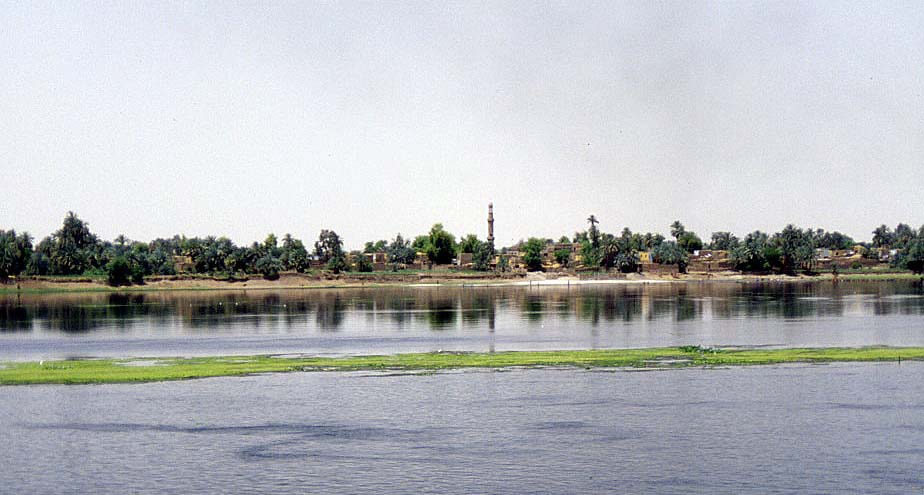
المصريين احتفلوا بالنيل

الاله حابى

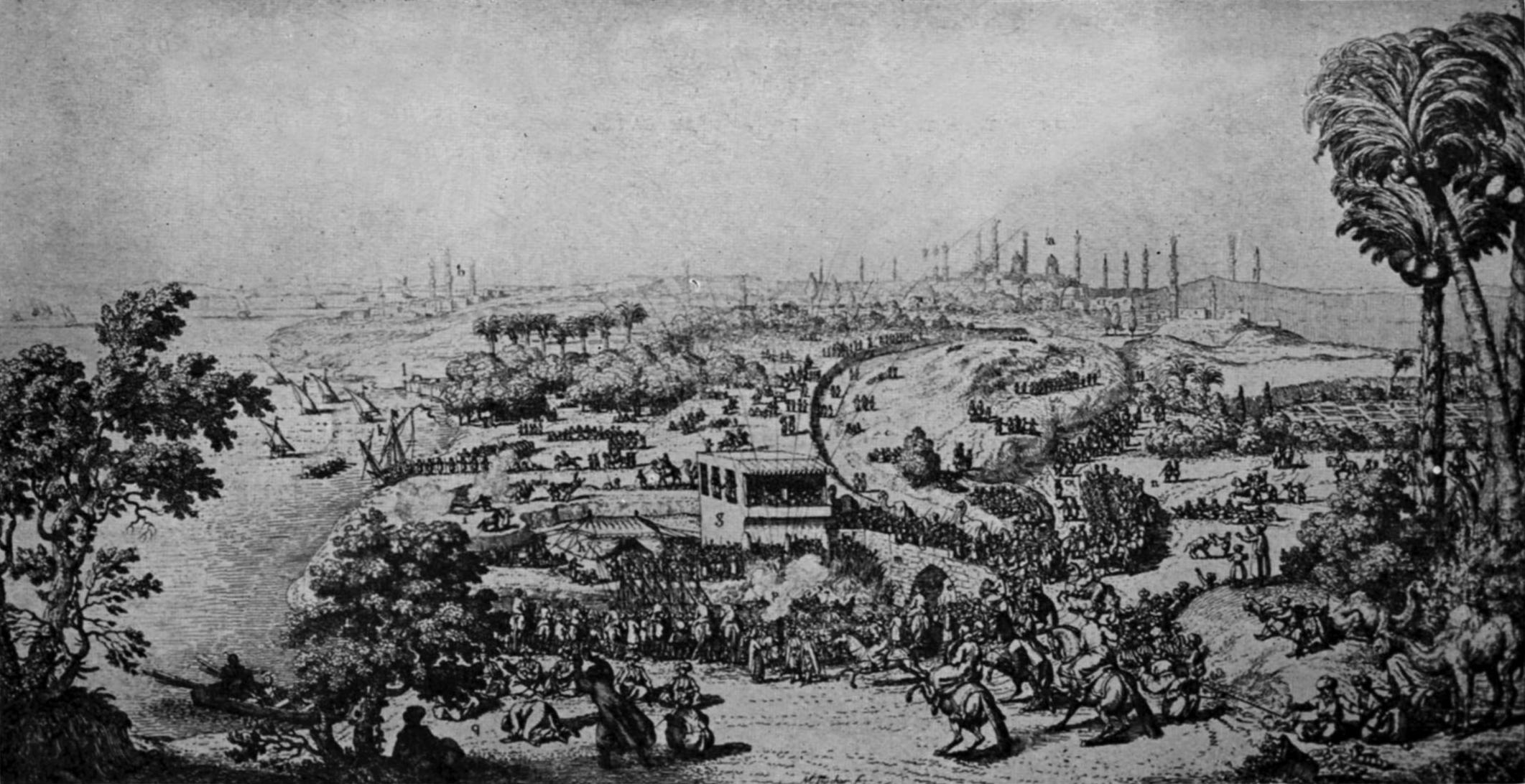
رسم بيصور احتفال المصريين بوفاء النيل في القرن 18

عيد وفاء النيل هوا أحد الأعياد المصرية التي ترجع إلى العهد المصري القديم منذ سبعة الآف عام, وما زال المصريون يحتفلون به حتى اليوم. لم يتغير من الاحتفال شيء, سوى أن المصريين لم يعودوا يلقوا بعروسِ خشبية في النيل بل اقتصر الأمر على الاحتفال على ضفاف النهر.